# スペインの大学
スペインの大学ではボローニャ・プロセスが導入されている。欧州資格フレームワーク（EQF）において、スペインの上級技術者（Técnico superior）はレベル5、学士（Grado）はレベル6、修士はレベル7、博士はレベル8と定義されている。

## 歴史

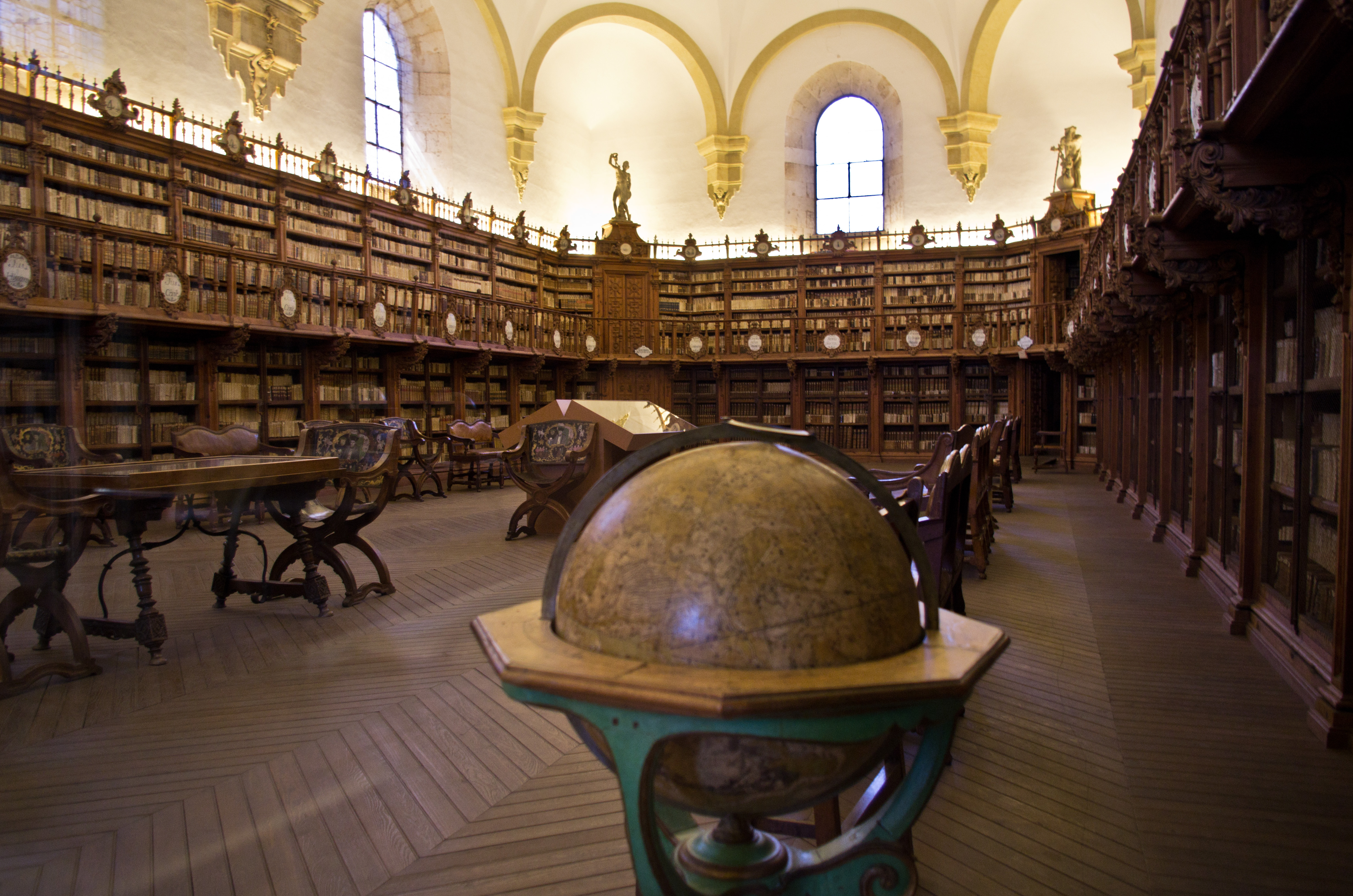
現存するスペイン最古の大学であるサラマンカ大学

1208年にはカスティーリャ王国のアルフォンソ8世の治世でパレンシア大学が設立されたが、1212年には閉鎖されるなどして短命に終わった。1218年に認可されたサラマンカ大学はフェルナンド3世以降の国王の庇護を受けて成長し、1311年から1312年に行われたヴィエンヌ公会議ではボローニャ大学やオックスフォード大学と並んで称されている。ボローニャ大学の影響で南ヨーロッパには法学を重視する大学が多く、イベリア半島の大学のこの流れの中にあった。1260年にはバリャドリッド大学が設立され、法学分野ではサラマンカ大学に次ぐ存在だった。

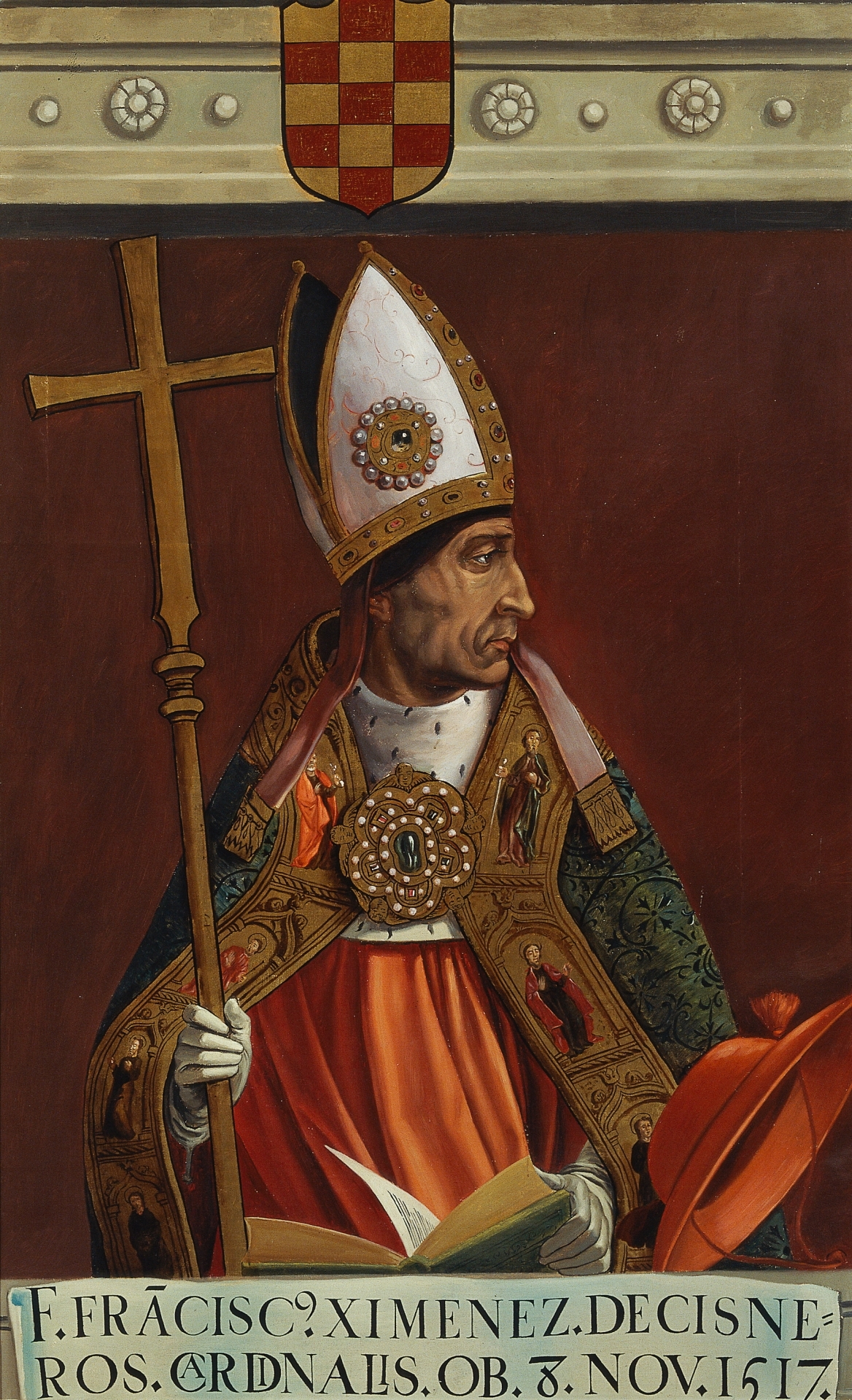
アルカラ・デ・エナレス大学（現・マドリード・コンプルテンセ大学）を設立させたシスネロス卿

1300年にはアラゴン王国初の大学としてレリダ大学が設立されている。16世紀から17世紀に設立された大学の多くは、アルカラ・デ・エナレス大学（現・マドリード・コンプルテンセ大学）を除いて短命に終わった。アルカラ・デ・エナレス大学は既存の大学とは異なり法学部を設けず、ルネサンスの流れで古典文芸を中心に据えた。この時代には1538年にイスパニョーラ島に設置された聖トマス・アクィナス大学（現・ドミニカ共和国のサント・ドミンゴ自治大学）を皮切りに、新大陸の植民地にも約20の大学が設立された。プロテスタンティズムの影響などを危惧し、フェリペ2世の治世では原則として国外留学が禁じられた。

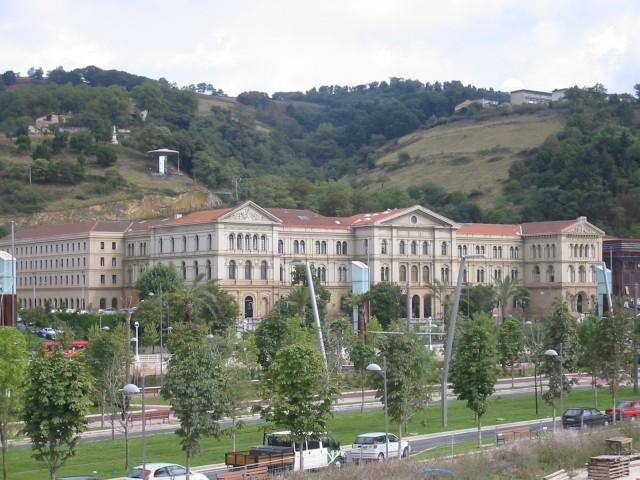
民主化以前からの数少ない私立大学であるデウスト大学

民主化移行期後の1980年代には、各自治州で相次いで公立大学が設置された。1980年代まで、私立大学はデウスト大学（イエズス会）、ポンティフィシア・コミージャス大学（ローマ教皇庁）、サラマンカ・ポンティフィシア大学（ローマ教皇庁）、ナバーラ大学（オプス・デイ）のカトリック大学4大学に限られていた。1990年時点では29の公立大学、1の国立通信教育大学、4の私立大学（2のカトリック系総合大学、2のカトリック系神学大学）があった。
1991年4月の大学設置法では一部の学部で4年制が認められ（それまでは5年制）、私立大学令が制定されて大学設置基準が緩和されたため、マドリードとバルセロナに計7の私立大学が設立された。2006年には私立大学が23校にまで増加した。2007年時点で、公立大学/私立大学（通信制大学・夏期専門大学を含む）を合わせて73校の大学がある。総学生数は約142万人であり、学生比率は公立大学が90.2%、私立大学が9.8%である。

## 制度
1990年に教育制度基本法が公布されてから、スペインの学校教育制度は4段階に分かれている。0-5歳の幼児教育、6-12歳の初等教育、13-16歳の中等義務教育(ESO)、17-18歳の後期中等教育（バチリェラート）であり、初等教育と中等義務教育の10年間が義務教育期間である。2年間の後期中等教育の成績と、毎年6月から7月にかけて各自治州で行われる大学入学資格試験の成績の二種類を総合的に評価して、大学入学資格が与えられる。2008年に導入された新制度では、大学課程は3過程からなっている。4年間の学士課程、専門職業教育を主体とする1-2年間の修士課程、研究を主体とする3年間の博士課程であり、学士課程を修了した学生は修士課程または博士課程への進学（日本とは異なり、修士課程と博士課程は並列）が可能となる。大学中退率は約30%にも上る。
多くの大学は夏季休暇にあたる6月から9月に夏期講座（夏期大学）を開講している。毎年約10万人が夏期講座を受講し、その平均年齢は約30歳である。メネンデス・ペラヨ国際大学、アンダルシア国際大学という2校の夏期専門大学が存在する。

## 大学一覧

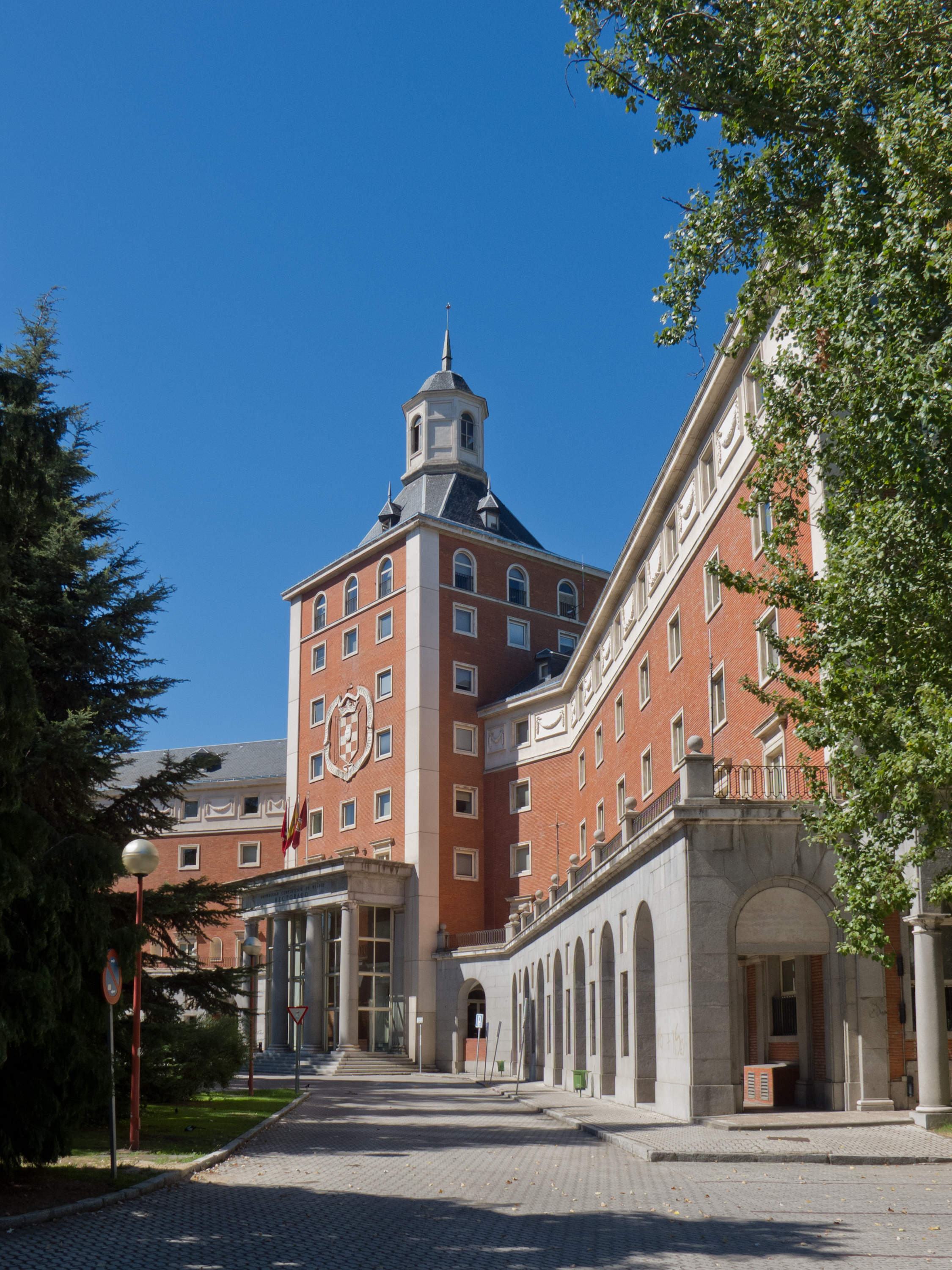
マドリード・コンプルテンセ大学

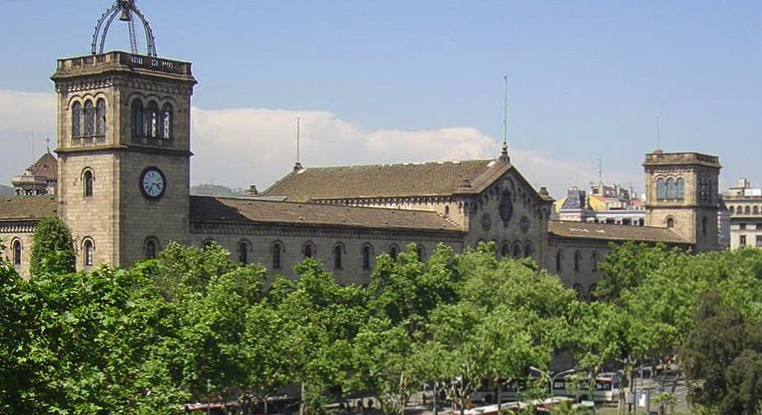
バルセロナ大学

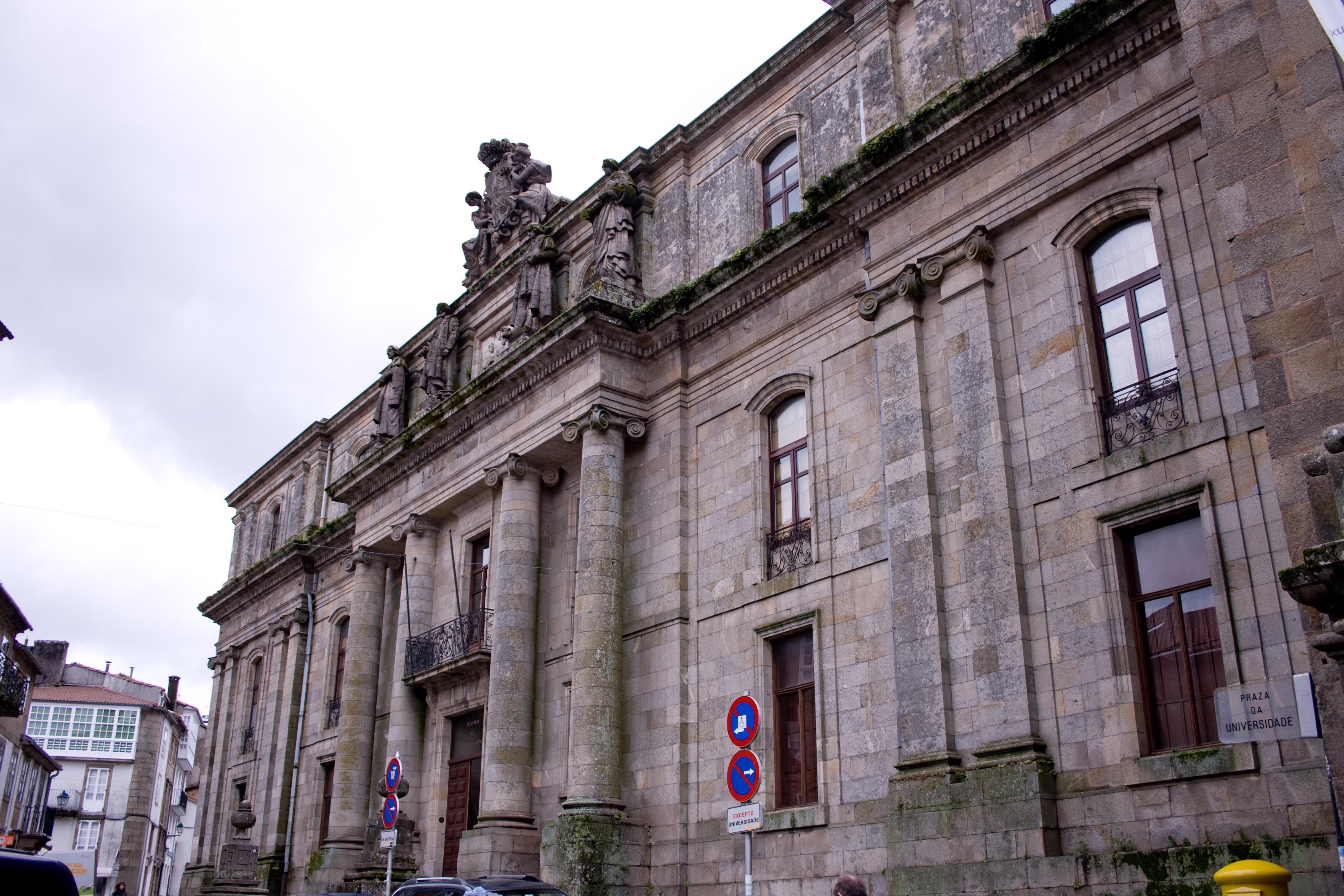
サンティアゴ・デ・コンポステーラ大学

| 大学                                       | 本部所在地                       | 自治州                         | 設立年 | 分類         |
| ------------------------------------------ | -------------------------------- | ------------------------------ | ------ | ------------ |
| アルメリア大学                             | アルメリア                       | アンダルシア州                 | 1993   | 公立         |
| カディス大学                               | カディス                         | アンダルシア州                 | 1979   | 公立         |
| コルドバ大学                               | コルドバ                         | アンダルシア州                 | 1972   | 公立         |
| グラナダ大学                               | グラナダ                         | アンダルシア州                 | 1531   | 公立         |
| ウエルバ大学                               | ウエルバ                         | アンダルシア州                 | 1993   | 公立         |
| ハエン大学                                 | ハエン                           | アンダルシア州                 | 1993   | 公立         |
| マラガ大学                                 | マラガ                           | アンダルシア州                 | 1972   | 公立         |
| セビリア大学                               | セビリア                         | アンダルシア州                 | 1505   | 公立         |
| アンダルシア国際大学                       | セビリア                         | アンダルシア州                 | 1994   | 公立         |
| パブロ・デ・オラビデ大学                   | セビリア                         | アンダルシア州                 | 1997   | 公立         |
| アンダルシア・ロヨラ大学                   | セビリア                         | アンダルシア州                 | 2011   | カトリック   |
| サラゴサ大学                               | サラゴサ                         | アラゴン州                     | 1542   | 公立         |
| サン・ホルヘ大学                           | ビリャヌエバ・デ・ガリェゴ       | アラゴン州                     | 2005   | カトリック   |
| オビエド大学                               | オビエド                         | アストゥリアス州               | 1608   | 公立         |
| バレアレス諸島大学                         | パルマ                           | バレアレス諸島州               | 1978   | 公立         |
| バスク大学                                 | レイオア                         | バスク州                       | 1980   | 公立         |
| デウスト大学                               | ビルバオ                         | バスク州                       | 1886   | カトリック   |
| モンドラゴン大学                           | アラサーテ/モンドラゴン          | バスク州                       | 1997   | 私立         |
| ラ・ラグーナ大学                           | ラ・ラグーナ                     | カナリア諸島州                 | 1927   | 公立         |
| ラス・パルマス・デ・グラン・カナリア大学   | ラス・パルマス                   | カナリア諸島州                 | 1989   | 公立         |
| カナリア諸島ヨーロッパ大学                 | ラ・オロタバ                     | カナリア諸島州                 | 2012   | 私立         |
| カンタブリア大学                           | サンタンデール                   | カンタブリア州                 | 1972   | 公立         |
| 大西洋ヨーロッパ大学                       | サンタンデール                   | カンタブリア州                 | 2013   | 私立         |
| メネンデス・ペラヨ国際大学                 | マドリード                       | マドリード州                   | 1932   | 公立         |
| カスティーリャ＝ラ・マンチャ大学           | シウダ・レアル                   | カスティーリャ＝ラ・マンチャ州 | 1985   | 公立         |
| ブルゴス大学                               | ブルゴス                         | カスティーリャ・イ・レオン州   | 1994   | 公立         |
| レオン大学                                 | レオン                           | カスティーリャ・イ・レオン州   | 1979   | 公立         |
| サラマンカ大学                             | サラマンカ                       | カスティーリャ・イ・レオン州   | 1218   | 公立         |
| バリャドリッド大学                         | バリャドリッド                   | カスティーリャ・イ・レオン州   | 1241   | 公立         |
| アビラ・カトリック大学                     | アビラ                           | カスティーリャ・イ・レオン州   | 1996   | カトリック   |
| IE大学                                     | セゴビア                         | カスティーリャ・イ・レオン州   | 2008   | 私立         |
| カスティーリャ女王イサベル1世国際大学      | ブルゴス                         | カスティーリャ・イ・レオン州   | 2011   | 私立         |
| ミゲル・セルバンテス・ヨーロッパ大学       | バリャドリッド                   | カスティーリャ・イ・レオン州   | 2002   | 私立         |
| サラマンカ・ポンティフィシア大学           | サラマンカ                       | カスティーリャ・イ・レオン州   | 1940   | カトリック   |
| バルセロナ自治大学                         | サルダニョーラ・ダル・バリェース | カタルーニャ州                 | 1968   | 公立         |
| カタルーニャ工科大学                       | バルセロナ県バルセロナ           | カタルーニャ州                 | 1971   | 公立         |
| プンペウ・ファブラ大学                     | バルセロナ県バルセロナ           | カタルーニャ州                 | 1990   | 公立         |
| ルビーラ・イ・ビルジーリ大学               | タラゴナ                         | カタルーニャ州                 | 1991   | 公立         |
| バルセロナ大学                             | バルセロナ県バルセロナ           | カタルーニャ州                 | 1450   | 公立         |
| ジローナ大学                               | ジローナ                         | カタルーニャ州                 | 1991   | 公立         |
| リェイダ大学                               | リェイダ                         | カタルーニャ州                 | 1991   | 公立         |
| アバ・オリバ大学                           | バルセロナ県バルセロナ           | カタルーニャ州                 | 2003   | カトリック   |
| カタルーニャ国際大学                       | バルセロナ県バルセロナ           | カタルーニャ州                 | 1997   | 私立         |
| カタルーニャ・オベルタ大学                 | バルセロナ県バルセロナ           | カタルーニャ州                 | 1990   | 公立         |
| ラモン・リュイ大学                         | バルセロナ県バルセロナ           | カタルーニャ州                 | 1990   | 私立         |
| ヴィック大学                               | ヴィック                         | カタルーニャ州                 | 1997   | 私立         |
| エストレマドゥーラ大学                     | バダホス                         | エストレマドゥーラ州           | 1973   | 公立         |
| ア・コルーニャ大学                         | ア・コルーニャ                   | ガリシア州                     | 1989   | 公立         |
| サンティアゴ・デ・コンポステーラ大学       | サンティアゴ・デ・コンポステーラ | ガリシア州                     | 1495   | 公立         |
| ビーゴ大学                                 | ビーゴ                           | ガリシア州                     | 1990   | 公立         |
| ラ・リオハ大学                             | ログローニョ                     | ラ・リオハ州                   | 1992   | 公立         |
| ラ・リオハ国際大学                         | ログローニョ                     | ラ・リオハ州                   | 2008   | 私立         |
| マドリード自治大学                         | マドリード                       | マドリード州                   | 1968   | 公立         |
| カルロス3世大学                            | ヘタフェ                         | マドリード州                   | 1989   | 公立         |
| マドリード・コンプルテンセ大学             | マドリード                       | マドリード州                   | 1499   | 公立         |
| スペイン国立通信教育大学                   | マドリード                       | マドリード州                   | 1972   | 公立         |
| フアン・カルロス王大学                     | モストレス                       | マドリード州                   | 1996   | 公立         |
| マドリード工科大学                         | マドリード                       | マドリード州                   | 1971   | 公立         |
| アルカラ大学                               | アルカラ・デ・エナーレス         | マドリード州                   | 1977   | 公立         |
| アルフォンソ10世大学                       | ビジャヌエバ・デ・ラ・カニャーダ | マドリード州                   | 1993   | 私立         |
| アントニオ・デ・ネブリハ大学               | オジョ・デ・マンサナレス         | マドリード州                   | 1995   | 私立         |
| カミーロ・ホセ・セラ大学                   | ビジャヌエバ・デ・ラ・カニャーダ | マドリード州                   | 1998   | 私立         |
| CEUサン・パブロ大学                        | マドリード                       | マドリード州                   | 1993   | カトリック   |
| マドリード・ヨーロッパ大学                 | ビジャビシオーサ・デ・オドン     | マドリード州                   | 1995   | 私立         |
| フランシスコ・デ・ビトリア大学             | ポスエーロ・デ・アラルコン       | マドリード州                   | 1993   | 私立         |
| ポンティフィシア・コミージャス大学         | マドリード                       | マドリード州                   | 1890   | カトリック   |
| 聖ダマスス教会大学                         | マドリード                       | マドリード州                   | 2011   | 教会(英語版) |
| ムルシア大学                               | ムルシア                         | ムルシア州                     | 1914   | 公立         |
| カルタヘーナ工科大学                       | カルタヘーナ                     | ムルシア州                     | 1998   | 公立         |
| サン・アントニオ・ムルシア・カトリック大学 | ムルシア                         | ムルシア州                     | 1996   | カトリック   |
| ナバーラ大学                               | パンプローナ                     | ナバーラ州                     | 1952   | カトリック   |
| ナバーラ州立大学                           | パンプローナ                     | ナバーラ州                     | 1987   | 公立         |
| ジャウマ1世大学                            | カステリョン・デ・ラ・プラナ     | バレンシア州                   | 1991   | 公立         |
| バレンシア国際大学                         | カステリョン・デ・ラ・プラナ     | バレンシア州                   | 2008   | 私立         |
| エルチェ・ミゲル・エルナンデス大学         | エルチェ                         | バレンシア州                   | 1996   | 公立         |
| バレンシア工科大学                         | バレンシア                       | バレンシア州                   | 1968   | 公立         |
| アリカンテ大学                             | サン・ビセンテ・デル・ラスペイグ | バレンシア州                   | 1979   | 公立         |
| バレンシア大学                             | バレンシア                       | バレンシア州                   | 1499   | 公立         |
| バレンシア・カトリック大学                 | バレンシア                       | バレンシア州                   | 2003   | カトリック   |
| エラーラ枢機卿大学                         | モンカダ                         | バレンシア州                   | 1999   | カトリック   |
| バレンシア・ヨーロッパ大学                 | バレンシア                       | バレンシア州                   | 2012   | 私立         |

## 大学ランキング
QS World University Rankingsによる大学ランキング、エル・ムンド紙による大学ランキング、U-Rankingによる大学ランキングを掲載している。
| 大学                                     | QS (14-15)   | エル・ムンド (2014) | U-Ranking (2015) |
| ---------------------------------------- | ------------ | ------------------- | ---------------- |
| マドリード・コンプルテンセ大学           | 4 (212)      | 1                   | 1                |
| バルセロナ自治大学                       | 2 (173)      | 2                   | 9                |
| マドリード自治大学                       | 3 (178)      | 3                   | 11               |
| マドリード工科大学                       | 9 (212)      | 4                   | 4                |
| バルセロナ大学                           | 1 (166)      | 5                   | 2                |
| カタルーニャ工科大学                     | 7 (337)      | 6                   | 10               |
| マドリード・カルロス3世大学              | 8 (355)      | 7                   | 17               |
| ナバーラ大学                             | 5 (254)      | 8                   | 36               |
| バレンシア大学                           | 14 (501-550) | 9                   | 7                |
| プンペウ・ファブラ大学                   | 6 (298)      | 10                  | 27               |
| バレンシア工科大学                       | 10 (421-430) | 11                  | 4                |
| グラナダ大学                             | 11 (461-470) | 12                  | 3                |
| ラモン・リュイ大学                       |              | 13                  | 31               |
| サラマンカ大学                           | 12 (481-490) | 14                  | 16               |
| アルカラ大学                             | 17 (651-700) | 15                  | 23               |
| アリカンテ大学                           |              | 16                  | 17               |
| セビリア大学                             | 13 (501-550) | 17                  | 4                |
| サンティアゴ・デ・コンポステーラ大学     | 16 (551-600) | 18                  | 14               |
| バスク大学                               |              | 19                  | 8                |
| フアン・カルロス王大学                   |              | 20                  | 27               |
| ポンティフィシア・コミージャス大学       |              | 21                  | 50               |
| ア・コルーニャ大学                       |              | 22                  | 36               |
| サラゴサ大学                             | 15 (501-550) | 23                  | 13               |
| CEUサン・パブロ大学                      |              | 24                  |                  |
| デウスト大学                             |              | 25                  | 50               |
| ヨーロッパ大学スペイン校                 |              | 26                  | 50               |
| ムルシア大学                             | 18 (701-)    | 27                  | 17               |
| バレアレス諸島大学                       |              | 28                  | 36               |
| ジローナ大学                             |              | 29                  | 40               |
| リェイダ大学                             |              | 30                  | 45               |
| バリャドリッド大学                       |              | 30                  | 21               |
| ジャウマ1世大学                          |              | 32                  | 31               |
| マラガ大学                               |              | 32                  | 15               |
| カミーロ・ホセ・セラ大学                 |              | 34                  |                  |
| アルフォンソ10世大学                     |              | 35                  |                  |
| ラ・ラグーナ大学                         |              | 36                  | 24               |
| コルドバ大学                             |              | 37                  | 24               |
| カルタヘーナ工科大学                     |              | 37                  | 50               |
| アルメリア大学                           |              | 39                  | 40               |
| カンタブリア大学                         |              | 39                  | 30               |
| エレーラ枢機卿大学                       |              | 39                  | 55               |
| ウエルバ大学                             |              | 42                  | 45               |
| カタルーニャ国際大学                     |              | 42                  | 59               |
| ラス・パルマス・デ・グラン・カナリア大学 |              | 42                  | 31               |
| レオン大学                               |              | 42                  | 45               |
| エルチェ・ミゲル・エルナンデス大学       |              | 42                  | 36               |
| パブロ・デ・オラビデ大学                 |              | 42                  | 45               |
| ナバーラ州立大学                         |              | 42                  | 45               |
| ビーゴ大学                               |              | 42                  | 24               |
| スペイン国立通信教育大学(UNED)           |              |                     | 12               |
| オビエド大学                             |              |                     | 20               |
| カスティーリャ＝ラ・マンチャ大学         |              |                     | 21               |
| カディス大学                             |              |                     | 27               |
| エストレマドゥーラ大学                   |              |                     | 31               |
| ルビーラ・イ・ビルジーリ大学             |              |                     | 31               |
| ハエン大学                               |              |                     | 40               |
| カタルーニャ・オベルタ大学               |              |                     | 40               |
| バレンシア・カトリック大学               |              |                     | 53               |
| ブルゴス大学                             |              |                     | 53               |
| モンドラゴン大学                         |              |                     | 55               |
| ラ・リオハ大学                           |              |                     | 55               |
| ビック大学                               |              |                     | 59               |